# 赤煉瓦サマー・ジャズin舞鶴
赤煉瓦サマー・ジャズin舞鶴（あかれんがサマー・ジャズ いん まいづる）は、京都府舞鶴市の赤れんが倉庫群に設置される「野外特設会場」を舞台に、プロ・アマのジャズ演奏が2日間にわたって行われる、舞鶴の夏の一大イベント。「赤れんがの街舞鶴」を全国にアピールするため、1991年（平成3年）から毎年、8月に行われている。
第1回は山下洋輔を中心に行われた。以後、日野皓正、マリーン、菊地雅章、渡辺香津美、鈴木重子、ケニー・バレル、ジャッキー・マクリーン、矢野沙織などのミュージシャンが出演。
第20回（2010年度）で一旦の区切りとして、これまでのライブイベントを中止する、と主催者発表が出る。しかし、市内外から「せっかく定着したのに残念」との声が多く上がり、それまでスタッフとして参加していた人達で、小規模ながらも存続させていこう、と赤煉瓦サマージャズ＋in舞鶴（あかれんがサマー・ジャズ プラス いん まいづる）として、2011年9月4日にライブイベントを行うことが発表される。以後、赤れんがSummerJazz+に引き継がれていく。